# Kriminal
Kriminal es el título de una historieta italiana de terror clásico creada por Max Bunker con Magnus a los lápices, dentro de la corriente del Fumetto Nero, siendo uno de los iniciadores del género en 1964 junto al célebre Diabolik.
Este género incorpora el morbo en la historieta juvenil, con una alta dosis de erotismo y violencia, por lo cual fue cuestionado duramente por la Iglesia católica de la época.
Kriminal no difiere mucho de otros personajes de este tipo de historieta: es un antihéroe que usa un disfraz macabro y que está siempre dispuesto a asesinar para conseguir sus objetivos. 
Así como Diabolik es conocido como el Rey del delito, Kriminal ostenta otro título similar: Rey del crimen, lo cual deja entrever una mutua influencia entre sus creadores y guionistas.
En Hispanoamérica la serie fue editada en Brasil y Uruguay. En Argentina el personaje apareció con el nombre Kadalso.

## Enlaces de interés
- Max Bunker Press
- Fumetto nero en español

- Datos: Q1063262